# مخطط زلزال

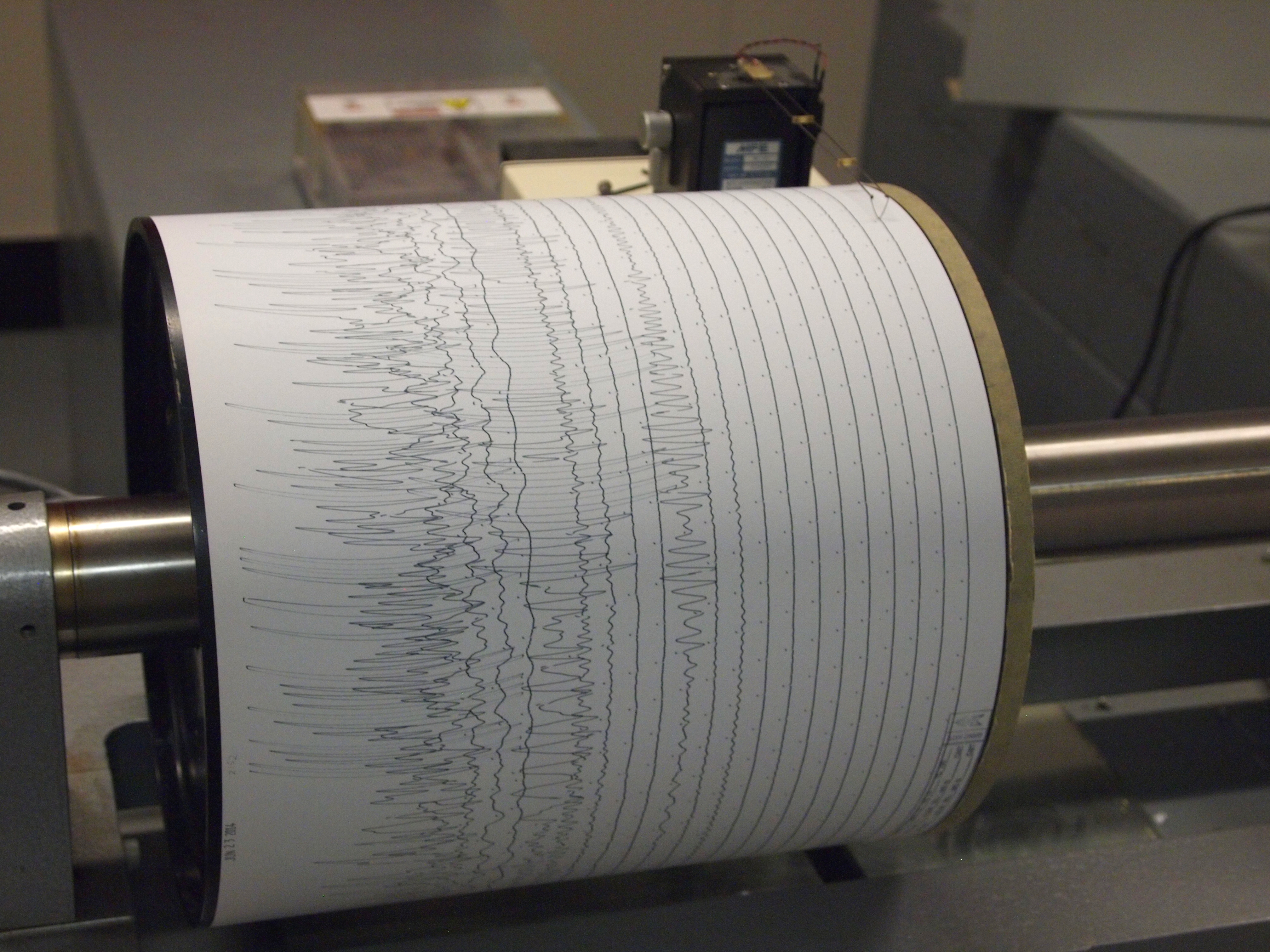
تُسجّلُ الزلازل بواسطة جهاز قياس الزلازل في مرصد ويستون بماساتشوستس

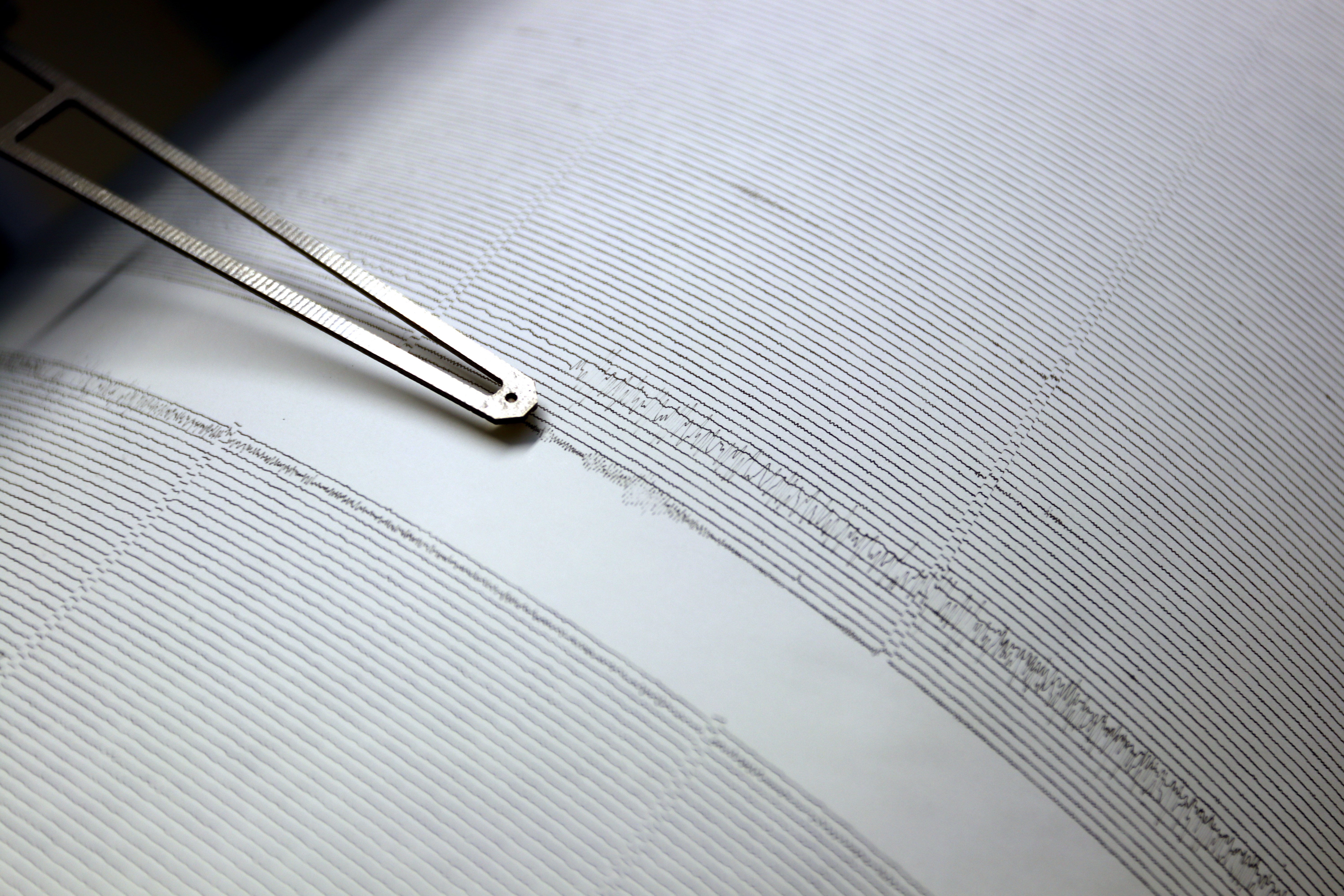
تفاصيل لمخطط الزلازل

مخطط الزلزال (بالإنجليزية: Seismogram)‏ هو عبارة عن رسم بياني يُستخرج بواسطة جهاز قياس الزلازل. يتضمن سجلاً لحركة الأرض في مركز قياس كدالة زمنية. تسجل أجهزة قياس الزلازل عادةً الحركات في ثلاثة محاور ديكارتية «z» ،«y» ،«x»، حيث يكون المحور «z» متعامدًا مع سطح الأرض ويكون المحوران «x» و «y» موازيين للسطح. الطاقة المقاسة في مخطط الزلازل قد تنتج عن زلزال أو من أي مصدر اهتزاز آخر، مثل الانفجار. يمكن لمخططات الزلازل تسجيل أشياء كثيرة، وتسجيل العديد من الموجات الصغيرة، والتي تسمى الزلازل الدقيقة. يمكن أن تنتج هذه الهزات الأرضية الدقيقة عن حركة المرور الكثيفة بالقرب من جهاز قياس الزلازل، أو الأمواج التي تضرب الشاطئ، أو الرياح، أو أي قدر من الأشياء العادية الأخرى التي تُسبب بعض الاهتزاز في جهاز قياس الزلازل.
تاريخيًا، كانت تُسجّل مخططات الزلازل على ورق مثبت على أسطوانة دوارة، وهو نوع من مسجل المخططات. استخدم البعض الأقلام على الورق العادي، بينما استخدم البعض الآخر أشعة الضوء لكشف الورق الحساس. في الحاضر، تُسجّلُ جميع مخططات الزلازل رقميًا لتسهيل التحليل بواسطة الحاسوب. لا تزال بعض أجهزة قياس الزلازل الأسطوانية موجودة، خاصة عند استخدامها للعرض العام. تعد أجهزة قياس الزلازل ضرورية للعثور على موقع وحجم الزلازل.

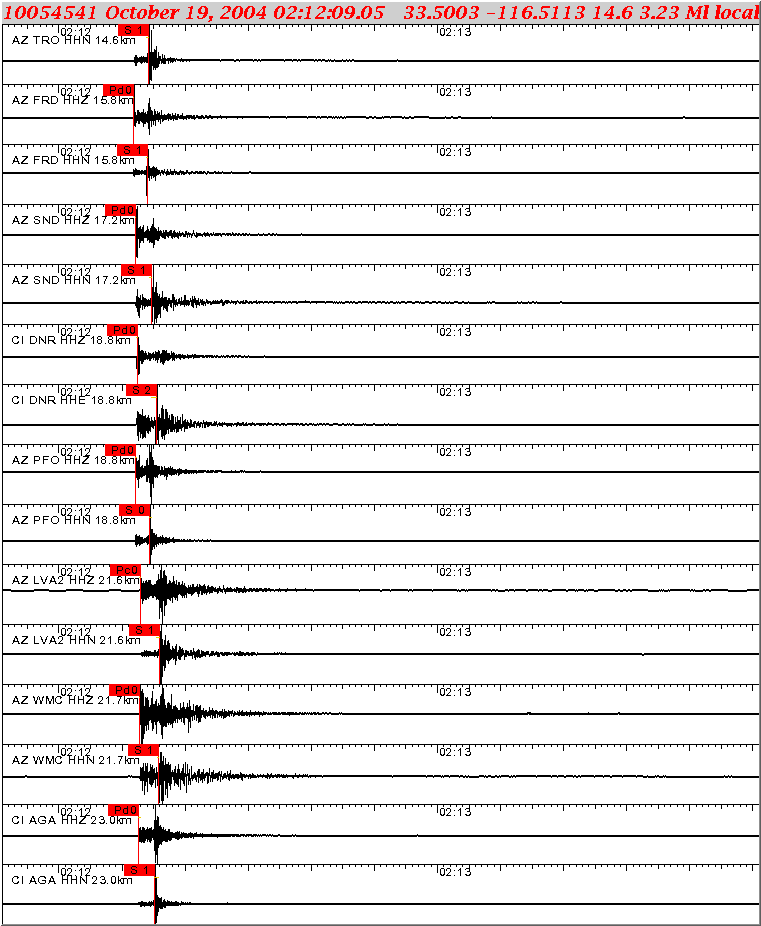
مجموعة من المخططات لزلزال من هيئة المسح الجيولوجي الأمريكية (انقر لرؤية الصورة بعرض أكبر)

## التسجيل
قبل توفّر المعالجة الرقمية للبيانات الزلزالية في أواخر السبعينيات، تم إجراء السجلات بعدد قليل من الأشكال المختلفة على أنواع مختلفة من الوسائط.
أسطوانة هيليكودر «Helicorder» هي جهاز يستخدم لتسجيل البيانات في ورق الصور الفوتوغرافية أو في شكل ورق وحبر. تُلفُّ قطعة من الورق حول أسطوانة دوارة من جهاز الهليكودر الذي يستقبل الإشارة الزلزالية من مقياس الزلازل. بالنسبة لكل فترة زمنية محددة مسبقًا من البيانات، ثم يقوم نظام الهليكودر برسم البيانات الزلزالية في سطر واحد قبل الانتقال إلى السطر التالي في الفاصل الزمني التالي. يجب تغيير الورقة بعد أن يكتب الهليكودر على السطر الأخير من الورقة. في الطراز الذي يستخدم الحبر، يجب إجراء صيانة منتظمة للقلم من أجل التسجيل الدقيق.

جهاز ديفلوكودر «Develocorder» هو عبارة عن آلة تسجل بيانات زلزالية متعددة القنوات في فيلم مقاس 16 مم. طُوّرت الآلة بواسطة تيليدين جيوتك في منتصف الستينيات. يمكن للجهاز رسم مخططات الزلازل تلقائيًا من 18 مصدرًا للإشارة الزلزالية و3 إشارات زمنية على بكرة فيلم مستمرة. تُعالج الإشارات الصادرة عن أجهزة قياس الزلازل بواسطة أجهزة قياس الغلفانومتر بتردد 15.5 هرتز، والتي تسجل مخططات الزلازل على بكرة طولها 200 قدم (61 م) من الفيلم بسرعات تتراوح بين 3 و 20 سنتيمتر (1.2 و 7.9 بوصة) في الدقيقة. تحتوي الآلة على مواد كيميائية متداولة قائمة بذاتها تُستخدم لتطوير الفيلم تلقائيًا. ومع ذلك، تستغرق الآلة ما لا يقل عن عشر دقائق من وقت التسجيل إلى الوقت الذي يمكن فيه مشاهدة الفيلم.

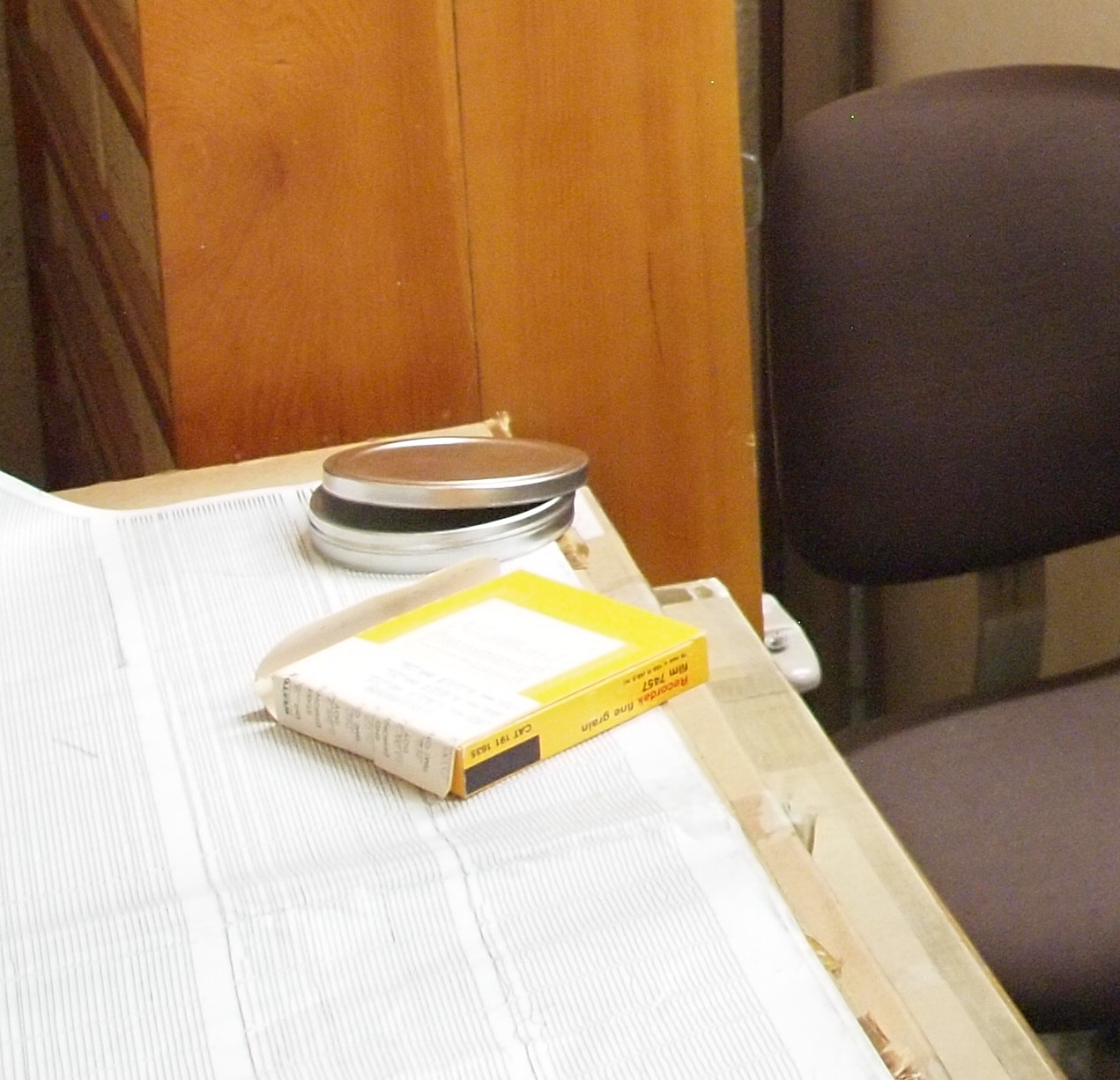
حاوية تخزن بكرة فيلم "ديفلوكودر"
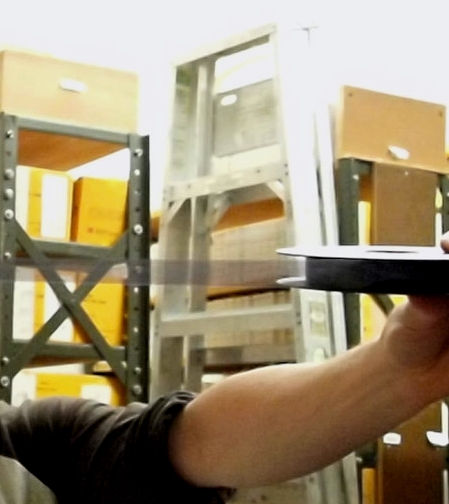
بكرة فيلم "ديفلوكودر"
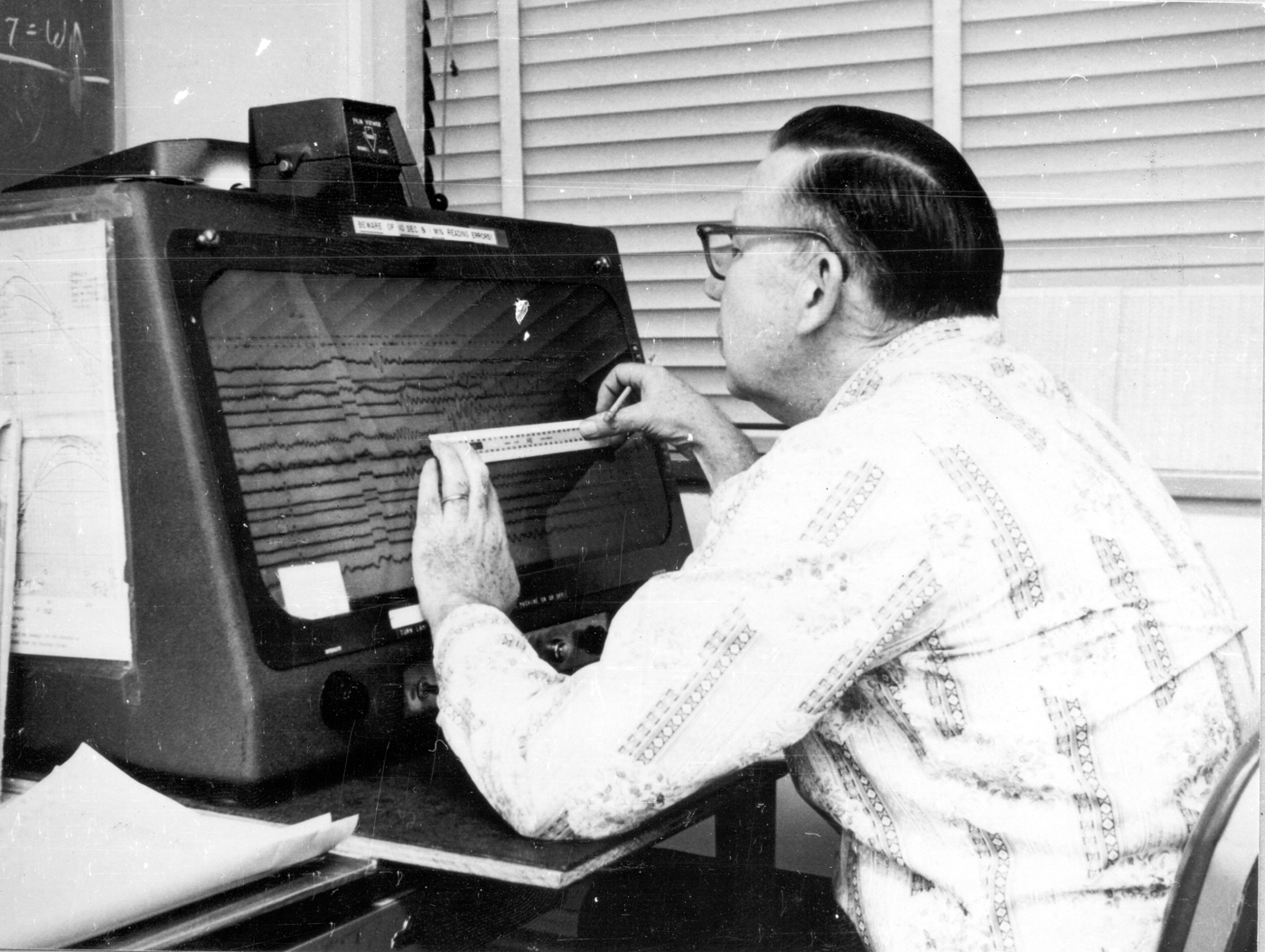
عرض فيلم "ديفلوكودر"

بعد استخدام المعالجة الرقمية، سُجّل أرشيف مخططات الزلازل في أشرطة مغناطيسية. مكّن ذلك من إعادة قراءة البيانات من الأشرطة المغناطيسية لإعادة بناء أشكال الموجات الأصلية. بسبب تدهور وسائط الأشرطة المغناطيسية القديمة، لا يمكن استرداد عدد كبير من أشكال الموجات من الأرشيف في أيام التسجيل الرقمي المبكرة. حاليا، تُستخدم العديد من الأشكال الأخرى لتسجيل الزلازل رقميًا في الوسائط الرقمية.

## القراءة
تُقرئ مخططات الزلازل من اليسار إلى اليمين.
تُظهر العلامات الزمنية وقت وقوع الزلزال. يتم عرض الوقت بوحدات نصف ساعة (ثلاثين دقيقة). تستغرق كل دورة لأسطوانة قياس الزلازل ثلاثين دقيقة. لذلك، في مخططات الزلازل، يبلغ طول كل سطر ثلاثين دقيقة. هذه طريقة أكثر فعالية لقراءة مخطط الزلازل. ثانياً، هناك علامات الدقائق. تبدو علامة الدقائق على شكل شرطة "-" بين كل دقيقة. علامات الدقائق تحسب الدقائق على مخططات الزلازل. من اليسار إلى اليمين، وكل علامة تمثل دقيقة واحدة.
تبدو كل موجة زلزالية مختلفة. الموجة P هي الموجة الأولى الأكبر من الموجات الأخرى (الزلازل الدقيقة). نظرًا لأن الموجات P هي أسرع الموجات الزلزالية، فإنها عادةً ما تكون أولى الموجات التي يسجلها جهاز قياس الزلازل. المجموعة التالية من الموجات الزلزالية على مخطط الزلازل هي موجات S. وعادة ما تكون هذه الموجات أكبر من موجات P، ولها تردد أعلى. ابحث عن تغير جذري في التردد لنوع مختلف من الموجات.

## وصلات خارجية
- كيف يمكنني قراءة مخطط الزلازل؟ من جامعة ميشيغان التكنولوجية؛
- REV، مستعرض الزلازل السريع من جامعة كارولينا الجنوبية.